# Konsumentenschutzgesetz
Das österreichische Konsumentenschutzgesetz (KSchG), BGBl. Nr. 140/1979, ist am 1. Oktober 1979 in Kraft getreten und soll den Konsumenten vor Benachteiligung schützen. Der Gesetzgeber ging dabei von der Annahme aus, dass Unternehmer im Geschäfts- und Rechtsverkehr auf Grund ihrer Erfahrung und wirtschaftlichen Potenz ihren Vertragspartnern, den Konsumenten, zum Teil weitaus überlegen sind. Damit dieses Ungleichgewicht der Kräfte nicht in den abgeschlossenen Verträgen seine Fortsetzung findet, bestehen im österreichischen Privatrecht etliche Schutzbestimmungen, von denen die wichtigsten im Konsumentenschutzgesetz zusammengefasst sind.

## Bedeutung
Eine für die österreichische Rechtsordnung bedeutende Unterscheidung wird in § 1 Abs 1 KSchG getroffen – nämlich die zwischen Unternehmer und Verbraucher. Sofern diese beiden Begriffe nicht gesondert definiert werden, wird bei der Interpretation von Rechtstexten auf diese Bestimmung zurückgegriffen.
Um die befürchtete Benachteiligung des Verbrauchers zu verhindern, werden bestimmte, für den Verbraucher besonders nachteilige Klauseln und Vertragsbestandteile, die nach allgemeinem Privatrecht, also etwa zwischen zwei Unternehmern, oder auch unter Privatleuten unter Umständen durchaus vereinbart werden können, in Geschäften zwischen Unternehmern und Verbrauchern generell für unzulässig erklärt (§ 6 Abs 1 KSchG).
Andere, weniger gröblich benachteiligende Bestimmungen sind nur dann unwirksam, wenn der Unternehmer nicht beweist, dass sie „im Einzelnen ausgehandelt wurden“ (§ 6 Abs 2 KSchG), also insbesondere nicht etwa bloß Bestandteil von AGB sind.
Das KSchG enthält außerdem Bestimmungen zum Transparenzgebot (§  6 Abs. 3 KSchG), nach dem unklare oder unverständliche Allgemeine Geschäftsbedingungen unwirksam sind, zum Maklergeschäft (§§ 30b, 30c und 31 KSchG), zum Vertragsabschluss mit Reiseveranstaltern (Reisebüros), ein richterliches Mäßigungsrecht für von Verbrauchern übernommene Bürgschaften (§ 25d KSchG), An- oder Reugelder (§ 7 KSchG), umfangreiche Rücktrittsrechte des Verbrauchers (§§ 3, 3a, 5e KSchG) – vor allem wenn der Konsument den Vertrag nicht in einem vom Unternehmer benützten Geschäftslokal, Markt- oder Messestand abgeschlossen hat (Haustürgeschäft, Keiler) – Vorschriften über die Gewährleistung und Garantie (§§ 8, 9, 9a und 9b KSchG) sowie die im II. Hauptstück vorgesehene Verbandsklage. Dadurch ist es möglich, dass bestimmte Organisationen (aufgezählt in § 29 Abs 1 KSchG) wie etwa die Bundesarbeiterkammer, die Wirtschaftskammer Österreich oder der Verein für Konsumenteninformation ohne „persönlich“ betroffen zu sein (juristisch Beschwer genannt) klagsweise die Einhaltung des KSchG verlangen können. Es handelt sich dabei um eine sehr starke Rechtsposition, die von dem ansonst im Privatrecht üblichen Grundsatz, dass nur der Beschwerte selbst seine Rechte klagsweise durchsetzen kann, abweicht.
Erwähnenswert ist auch die Umsetzung der Fernabsatzrichtlinie in § 5c KSchG, der Zusendungen, die den Eindruck erwecken, dass der Verbraucher einen bestimmten Preis gewonnen hat, einklagbar macht. Damit soll unseriösen Gewinnversprechen (Gewinnzusagen) ein Riegel vorgeschoben werden.

## Verwandte Bestimmungen
Hier wären vor allem die Bestimmungen des E-Commerce-Gesetzes, BGBl. I Nr. 152/2001 (ECG) zu nennen, das in den §§ 5 – 12 zwar nicht nur Verbraucher iSd § 3 Z 5 ECG, sondern generell Nutzer schützt. Das ECG beruht auf der EG-E-Commerce-Richtlinie. Die Parallelen zum KSchG bestehen darin, dass Anbieter – im Falle des ECG: von Diensten der Informationsgesellschaft – durch Auferlegung von besonderen Informations- und Verhaltenspflichten dazu angehalten werden sollen, einen fairen und transparenten Vertragsabschluss zu ermöglichen.
Weiterhin gibt es die so genannte laesio enormis [dt.: Verkürzung über die Hälfte], die in § 934 ABGB geregelt ist. Auch mit dieser Bestimmung (die schon vor Inkrafttreten des KSchG Gesetz war) versucht der Gesetzgeber die objektive Äquivalenz der ausgetauschten Leistungen im gegenseitigen Vertrag durch die angedrohte Ungültigkeit des Vertrags, wenn eine Leistung objektiv gesehen nicht einmal die Hälfte der anderen wert ist, herbeizuführen.
Auf Grund des KSchG wurde auch § 864a ABGB eingefügt, der vor versteckten nachteiligen Bestimmungen in Allgemeinen Geschäftsbedingungen (AGB) schützt. Zwar sind durch seinen Wortlaut nicht nur Konsumenten geschützt, in der Praxis stellt diese Bestimmung jedoch eine wichtige Regelung für Konsumenten dar, weil damit benachteiligende AGB nicht mehr in unübersichtlichen Textpassagen oder an inhaltlich nicht zu erwartender Stelle untergeschoben werden dürfen.